# Fortaleza de Angediva

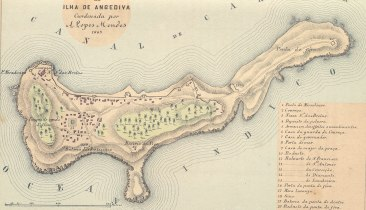
Carta portuguesa da Ilha de Anjediva (1885)

A Fortaleza de Angediva localizava-se na ilha de Angediva, no distrito de Goa Sul, no estado de Goa, na costa oeste da Índia.

## História
Esta ilha, de pequenas dimensões, na costa do Malabar, constituía-se num reduto de piratas muçulmanos. Quando da sua ocupação por forças portuguesas (13 de Setembro de 1505), estes evadiram-se para o Karnataka, mais ao sul.
A ilha foi escolhida pelo rei D. Manuel I (1495-1521), como local para a construção de uma fortaleza. As suas obras iniciaram-se em 14 de Setembro de 1505, sob a direção do primeiro Vice-rei do Estado Português da Índia, D. Francisco de Almeida. Tendo sido atacada por uma armada de sessenta embarcações do senhor de Goa, sem sucesso, a sua distância de Cochim e os custos de sua manutenção levaram à decisão de desmantelá-la, o que foi feito em Setembro de 1506.
A ilha esteve desocupada até 1661, quando os ingleses nela se instalaram no aguardo do cumprimento dos termos do Tratado de 23 de Julho daquele mesmo ano, pelo qual Portugal cedia a cidade de Bombaim à Grã-Bretanha, o que aconteceu no ano seguinte (1665), voltando a ilha a ficar desocupada.
Posteriormente, visando evitar que a ilha fosse utilizada como base naval pelos Maratas liderados por Sambaji, recebeu uma nova fortificação portuguesa, erguida por determinação do Vice-rei e Capitão-general do Estado da Índia, Francisco de Távora, conde de Alvor, conforme o atesta uma inscrição epigráfica nas "Portas de Angediva":
"Graças a Deus – Francisco de Távora Conde D’Alvor do Conselho do Estado, Vice-Rei e Capitão General da Índia, mandou em 5 de Maio de 1682 edificar nesta ilha esta fortaleza por Amaro Simões Pereira, Primeiro Capitão-mor d’ella, o qual lhe lançou a primeira pedra em 2 de Junho do dito anno, e a poz defendável, antes de seis meses, com dezasseis canhões, e lhe concertou poços, fontes, tanque grande e a couraça real e o baluarte de S. Francisco com todas as suas serventias, muro, portaes, e esta entrada que coroou com esta cruz para sempre. Angediva 3 de Março de 1683 – M. T. –Armas –M. S."
Essa fortificação sofreu reparos em 1751, por determinação do Vice-rei, marquês de Távora, conforme o atesta uma segunda inscrição, no mesmo local:
"Sendo Vice-Rei da Índia o ILL.mº e Exmº SR. Conde D’Alvor mandou fortificar esta ilha na era de 1682 por Amaro Simões Pereira, Primeiro Governador D’esta Praça e na era de 1751 ordenou o ILLmº e Exmº SR. Marquez de Távora o Vice-Rei da Índia ao Tenente Coronel o Governador António Pedro Reis e Silva, a reparasse de toda a sua ruína, o que se fez com toda a fortaleza e aceio possível."
Em 1768, a ilha era administrada por um governador e contava com 350 habitantes. Posteriormente, em 1812, o número de habitantes elevava-se a 782 (incluindo os detidos). Perdida a sua função estratégica, em 1843 o forte foi desguarnecido.
O forte e a ilha, sob o domínio português, foram utilizados como refúgio, por cristãos e hindus do continente durante a invasão da região pelo reino costeiro de Bednore, e pelo Sultão Tipu.
Com a queda de Goa em 9 de Dezembro de 1961, em decorrência da Operação Vijay, ambos tornaram-se parte da Índia.
No início da década de 1990, a ilha foi vendida para a Marinha Indiana, passando a integrar a base INR Kadamba, a maior base militar aeronaval da Ásia.
Escavações arqueológicas efetuadas pelo Departamento de Arqueologia e Museus de Goa colocaram a descoberto pilares, pedras e cerâmicas dos séculos XI e XII com trabalhos de arte dos Cadambas e Chaluquias. Por esta razão, deduziu-se que os achados poderão ser os remanescentes de um templo da deusa Aryadurga Devi,

## Características
A fortificação seiscentista compreende várias couraças. Na ilha erguem-se a Igreja de Nossa Senhora das Brotas e a Capela de Nossa Senhora das Dores. A fortaleza contava ainda com as edificações de serviço e um tanque de água potável.